# Campeonato Sergipano de Futebol de 1921
O Campeonato Sergipano de Futebol de 1921 foi a 3º edição da divisão principal do campeonato estadual de Sergipe. O campeão foi o Industrial que conquistou assim o primeiro e único título estadual da história do clube.

## Premiação
| Campeonato Sergipano de 1921   |
| Aracaju                        |
| ------------------------------ |
| Industrial Campeão (1º título) |